# Mimosa nanchititlana
Mimosa nanchititlana är en ärtväxtart som beskrevs av R.Grether och Rupert Charles Barneby. Mimosa nanchititlana ingår i släktet mimosor, och familjen ärtväxter. Inga underarter finns listade i Catalogue of Life.